# Sibir (brise-glace, 1937)
Pour les articles homonymes, voir Sibir (brise-glace).
Le Sibir (en russe : Сибирь, « Sibérie ») est le premier brise-glace soviétique construit en URSS, et le navire de tête du Projet 51, une série de quatre brise-glaces. Il a été appelé Josef Staline lors de son lancement en 1938 et jusqu’en 1956, tirant son nom du dirigeant soviétique Staline.

## Conception
Dans les années 1930, compte tenu de la nécessité de maintenir la navigation dans les régions septentrionales et de l’obsolescence technique des brise-glaces en leur possession, les autorités soviétiques décident de construire de nouveaux brise-glaces dans les chantiers navals nationaux. La conception technique des brise-glaces de type 51 a été réalisée par le bureau Sudoprojekt, la conception de travail a été développée dans le bureau d'études du chantier naval Sergo Ordzhonikidze (aujourd’hui chantier naval de la Baltique) à Leningrad. Le projet a utilisé des solutions éprouvées, prenant en compte l’expérience dans la navigation arctique acquise lors de l’exploitation du brise-glace Krassine, construit en Angleterre en 1917, et du brise-glace Yermak. Les machines à vapeur ont été construites selon les dessins britanniques, les chaudières étaient alimentées au charbon. Le commandement naval soviétique a décidé de construire les brise-glaces en 1932, confiant le projet à l’ingénieur Ivan Smorgon. Le projet a été approuvé en 1934 et, en moins d’un an, la construction a commencé pour le Joseph Staline, le navire de tête de la série, et trois autres navires de la même classe : le V. Molotov, également construit au chantier naval de la Baltique de Leningrad, ainsi que le L. Kaganovich et le A. Mikoyan (Otto Schmidt) construits à Mykolaïv.

## Spécifications
Le navire avait une longueur totale de 106,6 mètres et une largeur de 23,1 m, un déplacement de 10600 tonnes. Son tirant d'eau variait de 6,3 à 11,5 m.
Sa coque était constituée de plaques d’acier de 32 à 35 mm d’épaisseur. La ceinture de glace, allant de 0,6 m au-dessus de la ligne de flottaison à 5,7 m au-dessous de la ligne de flottaison, avait un revêtement de 40 mm d’épaisseur. L’espacement entre les cadres était de 305 mm.
La propulsion était assurée par trois machines à vapeur à triple expansion, alimentées en vapeur par 9 chaudières à tubes d'eau alimentées au charbon. La puissance totale était de 9900 ch. Les machines entraînaient 3 hélices à pales remplaçables en acier d’un diamètre de 4,4 m qui pesaient 14,9 tonnes chacune.
L’électricité était fournie par un générateur de 25 kW. Une génératrice de secours était placée sur le pont supérieur.
Le brise-glace pouvait emporter jusqu’à 2900 tonnes de charbon, ce qui lui permettait de naviguer 6000 milles nautiques. L’équipage était composé de 138 personnes.
Une catapulte pour hydravions était installée à l’arrière. Le hangar devant la catapulte abritait trois hydravions.

## Historique
Le Joseph Staline a été construit au chantier naval Ordzhonikidze à Leningrad (aujourd’hui Saint-Pétersbourg) entre 1935 et 1938. En raison de nombreux retards, il a fallu plus de deux ans pour le terminer. Il a été lancé le 29 avril 1937,. C’était le plus grand brise-glace de la flotte soviétique à cette époque.
Lors de sa conception, une attention particulière a été portée aux conditions de vie de l’équipage, ainsi qu’à l’amélioration des performances de ses moteurs. Il a été prévu pour un équipage de 138 hommes, et équipé pour la recherche hydrologique, géochimique et biologique, entre autres. Pour l’exploration de l’Arctique, il avait la capacité de transporter trois avions sur le pont, ainsi que de puissantes stations radio à ondes courtes, à ondes longues et d’urgence.

### Service
Le brise-glace Joseph Staline a été accepté par les représentants du chantier naval le 23 août 1938 est passé sous la juridiction du Glavsevmorpout, sous le commandement du capitaine Vladimir Ivanovitch Voronine. Ce même jour, le drapeau de l'URSS a été hissé à la poupe et les premiers quarts de mer ont été annoncés, le navire partant aussitôt pour sa première expédition dans l’Arctique. Plus tard, sous le commandement du capitaine Mikhaïl Belousov, il a réalisé l’exploit de faire un aller-retour en une seule saison le long de la route maritime du Nord.
Peu de temps après sa mise en service, le premier voyage du Joseph Staline avait pour objectif de libérer le navire de recherche Georgiy Sedov qui était coincé dans les glaces entre le Groenland et les îles du Svalbard au 83e parallèle après avoir longtemps dérivé en tant que station polaire scientifique soviétique. La première tentative du Joseph Staline échoua en raison de l’épaisseur de la glace. Il atteignit la latitude 83° nord mais dut faire demi-tour. La seconde tentative fut couronnée de succès le 18 janvier 1940. Le Sedov était resté piégé dans les glaces de l’Arctique depuis 27 mois,,. Pour cette action, le Joseph Staline a reçu l’Ordre de Lénine le 1er mars 1940 sous le numéro 6015, et le capitaine Mikhaïl P. Belousov a reçu le titre de Héros de l'Union soviétique.
Avec le déclenchement de la Seconde Guerre mondiale, le navire a été renvoyé en décembre 1941 au chantier naval à Molotovsk, à l’usine n°402, où il a été armé de 2 canons de calibre 76,2 mm et de 4 mitrailleuses anti-aériennes. Le brise-glace était alors à nouveau sous le commandement de V. I. Voronin. Il a contribué à maintenir ouverte la route d’approvisionnement de l’Arctique et a aidé à diriger des convois de matériel de guerre à travers la glace. Le 15 janvier 1942, lors d’une traversée d’Arkhangelsk à Mourmansk, il subit un raid aérien allemand et est touché directement par une bombe aérienne qui tombe sur le pont, tue 4 marins et en blesse 17 autres, et endommage considérablement l’une des chaufferies. Le navire a été envoyé en réparation à Seattle, aux États-Unis. Là, il a été réarmé avec 4 canons de calibre 100 mm, 14 canons antiaériens de 20 mm Oerlikon et 6 mitrailleuses antiaériennes DShK. En 1943, le brise-glace travaille dans la mer d'Okhotsk pour escorter des navires américains en provenance de Portland (Oregon) avec des cargaisons de matériel de guerre transférés dans le cadre de la loi prêt-bail, ainsi que dans le secteur oriental de l’Arctique.
Après la guerre, il recommence à convoyer des navires entre les ports de l’Arctique. En 1954, le brise-glace a été remis à la Vladivostok Arctic Shipping Company. Dans les années 1953-1958, le navire a été modernisé à Vladivostok. Les travaux ont duré 5 ans. Les superstructures ont été reconstruites et une hélisurface a remplacé la catapulte pour hydravions. Quatre nouvelles chaudières à combustible liquide ont été installées à la place des chaudières à charbon, ce qui a permis de remplacer les deux hautes cheminées par une seule large cheminée. L’équipement radio a également été remplacé. Seul navire de la série à avoir subi une telle modernisation, il a servi le plus longtemps, jusqu’en 1972. Dans le cadre de la déstalinisation de l’URSS et le rejet du culte de la personnalité de Staline, il a également été rebaptisé Sibir (en russe : Сибирь, « Sibérie ») le 25 décembre 1958. Les noms des autres brise-glaces de la série ont également été modifiés.
Le brise-glace s’occupait d’assurer une navigation régulière dans les mers d’Extrême-Orient et le secteur oriental de l’Arctique jusqu’en 1971, date à laquelle il a été transféré au département d’exploration géologique de Sakhaline. En 1972-1973, il participe à l’expédition d’exploration pétrolière d’Extrême-Orient. Le brise-glace a été désarmé en novembre 1973, puis vendu à Hong Kong pour être démoli. Le nom de Sibir a été réutilisé en 1977 pour un brise-glace à propulsion nucléaire lancé cette année-là.

## Capitaines
- 1938-1939 : Vladimir Voronin
- 1939 : Boris Makarov (remplaçant)
- 1939-1940 : Mikhaïl Belousov
- 1941-1942 : Vladimir Voronine
- 1942 : Pavel Ponomarev
- 24 septembre 1942 à juillet 1943 : Mikhaïl Vladimirovitch Gotsky
- 1943-1947 : [Qui ?]
- 1947-1952 : Vladimir Voronine
- 1952-[Quand ?] : Evgueni Vavilov
- [Quand ?]-[Quand ?] : Mikhaïl Gotsky
- [Quand ?]-[Quand ?] : Vasilyevich Dranitsyn
- 1972-1973 : Anatoli Makarovski